# Nava del Barco
Nava del Barco és un municipi de la província d'Àvila, a la comunitat autònoma de Castella i Lleó.